# Октавио Паз
Октавио Паз (шп. Octavio Paz; Мексико, 31. март 1914 — Мексико, 19. април 1998), био је мексикански песник, есејиста, културолог, дипломата и политички публициста.
Октавио Паз је извршио синтезу древне поезије истока и запада са новим културним тенденцијама у свом делу „Огањ наш насушни“ (1989).
Био је близак покретима марксизма, надреализма и егзистенцијализма. Писао је о мексичкој песникињи Хуани де ла Круз, Клоду Левију Штраусу и Марселу Дишану.

## Дела

### Поезија
- Luna silvestre(1933)
- No pasaran!(1937)
- Libertad bajo palabra (1949)
- Piedra de sol(1957)
- Salamandra(1962)
- Ladera este(1969)
- Pasado en claro(1975)
- Arbol adentro(1987)
- El fuego de cada dia (1989, лични избор из своје поезије)

### Есеји и интервјуи
- El laberinto de la soledad (1950)
- El arco y la lira (1956)
- Las peras del olmo (1957)
- Cuadrivio (1965)
- Puertas al campo (1966)
- Corriente alterna (1967)
- Traducción, literatura y literalidad (1971)
- El signo y el garabato (1973)
- El mono gramatico (1974)
- El ogro filantropico(1979)
- In/Mediaciones (1979)
- Sor Juana o Las trampas de la fe (1983, монографија о песникињи мексичког барока)
- Pasion critica: Conversaciones con O.Paz (1983)
- Hombres en su siglo (1984)
- La otra voz: Poesia y fin del siglo (1990)
- Convergencias (1991)
- Itinerario(1993, аутобиографија)
- La llama doble. Amor y erotismo (1993)
- Vislumbres de la India(1995)
- Estrella de tres puntos. Andre Breton y el surrealismo(1996)

### Сабрана дела
- Mexico en la obra de Octavio Paz. T.1-6. México : Fondo de Cultura Económica, 1990
- Obras completas. T.1-15. México: Letras Mexicanas, 1994—2003.